# Mansourieh - Mkalles - Daychounieh
Mansourieh - Mkalles - Daychounieh è un  comune (municipalité) del Libano situato nel distretto di al-Matn, governatorato del Monte Libano.